# Trichiida
Trichiida o Tricheales es un orden de mixomicetos de la clase Myxogastrea. Se caracterizan por esporas que se desarrollan internamente, por la presencia de un capilicio bien desarrollado formado por filamentos o túbulos, normalmente ornamentado, y por esporas de color más o menos brillante. Además, carecen de columela. Comprende, entre otros, dos extensos géneros, Arcyria y Trichia.